# Cacia sarawakensis
Cacia sarawakensis là một loài bọ cánh cứng trong họ Cerambycidae.